# Ząbkowice Śląskie
Ząbkowice Śląskie (udtale: Zombkovitze [zɔmpkɔˈvit͡sɛ ˈɕlɔ̃skʲɛ]; tysk: Frankenstein in Schlesien)  er en by  i  den sydøstlige del af  Voivodskabet Nedre Schlesien i det sydvestlige Polen.  Byen  har 14.578(2021) indbyggere og et areal på 13,67 km².  Den er en del af   powiatet (amt) Ząbkowice Śląskie. Byen ligger cirka 63 kilometer syd for regionshovedstaden  Wrocław.

## Historie
Byen blev etableret af hertugen af Schlesien Henrik 4. Probus, af Piast-dynastiet, som Frankenstein i begyndelsen af det 13. århundrede, efter mongolernes invasion af Polen. Byen blev grundlagt i nærheden af den gamle polske bosættelse Sadlno, som krydsedes af en handelsrute løb mellem Schlesien og Bøhmen.

## Galleri
- Det skæve tårn
- Sankt Anne kirke
- Postkontor
- Bymure
- Bevarede byhuse på  markedspladsen
- Ruiner af Ducalslottet